# Småstadsprat
Småstadsprat (рус. Разговор о городке) — первый сингл с восьмого студийного сольного альбома шведского поп-рок музыканта Пера Гессле «En vacker natt», вышедший 17 марта 2017 года. Сингл был выпущен в формате цифровой дистрибуции, а после пред-премьерного концерта в отеле «Tylösand» было объявлено о выходе ограниченного издания сингла на 7" виниле жёлтого цвета, тираж 1000 штук.
Эта песня — дуэт Пера Гессле и известного шведского музыканта Ларса Виннербэка.

## История записи
Песня была написана 5-6 мая 2016 года в Хальмстаде, Швеция. Пер Гессле является автором музыки и текста композиции.
Песня записывалась на Blackbird Studios в Нэшвилле, штат Теннесси. Дополнительная запись была сделана в студии Tits&Ass в Хальмстаде, Швеция (техник звукозаписи Матс МП Перссон) и на студии Shortlist в Стокгольме (техник звукозаписи Андерс Херрлин).
Изначально предполагалось, что песню будет исполнять Хелена Юсефссон вместе с Гессле, однако позже в июле 2016 года он встретил известного шведского музыканта Ларса Виннербэка на его концерте в замке Софиеру в Хельсинборге и предложил спеть с ним дуэтом. Виннербэк согласился.
В интервью шведской газете «Aftonbladet» Гессле назвал первый сингл сочетанием «двух скромных душ». В этом же интервью музыкант рассказывает, что вокал Ларса Виннербэка был записан на студии в Стокгольме, а вокал Гессле, музыка и остальное сведено на студии Blackbird Studios в Нэшвилле, штат Теннесси, США, где записывался весь альбом. Первоначально предполагалось, что это будет сольная песня Пера, но когда было решено, что это будет дуэт, то по заверению самого Гессле «текст песни изменился, так как её исполняют двое людей, а не один». Он также называет композицию «красивым слиянием Хальмстада, Линчёпинга и Нэшвилла». (В Хальмстаде родился и вырос сам Гессле, в Линчёпинге прошло детство Виннербэка, а в Нэшвилле записывалась и сводилась песня — всё это маленькие городки.)
Несмотря на то, что официальная дата релиза сингла была обозначена 17 марта 2017 года, песня прозвучала 15 марта на шведской радиостанции P4 в программе «После полудня на P4 Даларна с Эммой и Мартином» (швед. Eftermiddag i P4 Dalarna Med Emma och Martin). Официально объявленная длина сингла 3:39 мин, однако, на радио прозвучала песня длиной чуть менее трёх минут.

## Виды релизов
- Цифровая дистрибуция

Обложка сингла «Småstadsprat (Sank Remix)»

- 7" жёлтый винил, ограниченное издание, 1000 экземпляров
  1. Småstadsprat
  2. Småstadsprat (Sank Remix)

12 октября 2017 года вышел официальный ремикс на песню (Sank Remix), который можно купить онлайн.

## Музыканты
Данные приводятся согласно обложке промосингла для радиостанций.
- Пер Гессле — акустическая гитара и вокал
- Ларс Виннербэк — вокал
- Кларенс Эверман — пианино
- Кристофер Лундквист — акустическая гитара, контрабас, перкуссия и клавишные
- Дэн Дагмор[англ.] — стил-гитара
- Стюарт Дункан[англ.] — скрипка
- Хелена Юсефссон — бэк-вокал

## Промовыступления
В день выхода сингла по шведскому телеканалу SVT было показано в записи живое выступление Пера Гессле и Ларса Виннербэка. Музыканты исполнили песню вживую в рамках телепередачи ток-шоу «Skavlan». Помимо двух певцов в студии пели и играли Хелена Юсефссон, Кристофер Лундквист, Кларенс Эверман, а также Malin-My Nilsson (скрипка) и двое музыкантов, которые играли на контрабасе и электрогуслях.
Второе исполнение песни произошло на праздновании первого дня рождения выпускающего лейбла, компании Space Station 12 в Стокгольме. Во время выступления Гессле исполнил всю песню целиком, Ларс Виннербэк на праздновании не присутствовал. Кроме того, все приглашённые гости, в основном профессионалы музыкальной индустрии, получили в подарок промосингл в картонном конверте (сам сингл вышел только в цифровом формате).
1 мая прошло выступление в рамках благотворительной акции ЮНИСЕФ на гала представлении «Världens kväll för alla barn» (Вечер мира для всех детей). Вместе с Гессле песню исполняла Линнея Хенрикссон, которая помимо прочего выступала на разогреве у Roxette в 2010 году. Запись выступления транслировалась по шведскому каналу TV4.

## Отзывы критиков
- Хокан Стеен, обозреватель шведской газеты «Aftonbladet» даёт песне оценку 3 из 5. В обзоре он называет двух певцов «двумя величайшими шведскими поп-музыкантами» и говорит, что это не совпадение, что Гессле родился в Хальмстаде, а Виннербэк вырос в Линчёпинге, двух маленьких городах — «Разговор о городке», так называется сингл, и это не случайно. Стеен называет песню «достаточно милой», однако отмечает, что Гессле способен написать гораздо более цепляющий хит.[11]
- Андерс Нунстед, музыкальный обозреватель шведской газеты «Expressen» дает синглу оценку 3/5. Он также называет Гессле и Виннербэка «двумя величайшими поп музыкантами Швеции» и отмечает, что сингл звучит «абсолютно очаровательно». Нунстед говорит, что «голос Хелены Юсефссон в песне более важен, чем звук скрипки», а также что «песня не революционная, но очаровательная».[12]
- Корреспондент халландской газеты «Hallands Hyheter» Малин Эйрефельт рассказывает о новом сингле, однако не даёт композиции практически никаких качественных оценок. Она замечает, однако, что песня больше понравится поклонникам Гессле, чем поклонникам Виннербэка.[13]
- Юхан Линдквист, обозреватель гётеборгской газеты «Göteborgs Posten» даёт синглу положительную оценку и пишет, что «без вокала Хелены Юсефссон песня звучала бы слишком по-мужски, но Гессле взял все под полный контроль».[14]

## Позиции в чартах
На следующий день после выхода, сингл занял 2 место в чарте iTunes (Швеция) и 8 место в чарте iTunes (Норвегия).
Примерно через месяц после выхода сингла, он набрал более 500 000 прослушиваний на Spotify.